# 道具小路
道具 小路（どうぐ こうじ）は日本の小説家。宮崎県児湯郡高鍋町出身。
小説賞投稿作品「石蕗春菊ひとめぐり」を改題した「サンタクロースのお師匠さま 石蕗と春菊ひとめぐり」でデビュー。

## 受賞歴
- 2013年
  - 「やたらウロウロめったらドキドキ」で第四回京都アニメーション大賞小説部門奨励賞を受賞[1]。
  - 「石蕗春菊ひとめぐり」で第一回ラノベ文芸賞（現在の富士見ラノベ文芸大賞）で大賞を受賞[2]。

- 2021年、「ひび割れから漏れる」で第三回ⅡⅤクリエイターアワード小説部門賞を受賞。

- 2022年、「林檎女史体内工場奮闘記」で第七回草思社・文芸社W出版賞特別賞を受賞。

- 2023年、「汽水域の人魚」で第二回魔法のiらんど恋愛創作コンテスト小説賞奨励賞を受賞。

- 2024年、「99通目のラブレターソングをきみへ」で第十四回集英社みらい文庫大賞優秀賞を受賞。

## 作品リスト
- サンタクロースのお師匠さま 石蕗と春菊ひとめぐり（2014年10月 富士見L文庫）《イラスト：庭春樹》
- 駄菓子屋凸凹堂と魔女のドロップ（2015年2月 富士見L文庫）《イラスト：庭春樹》
- 千年茶師の茶房録 小梳神社より願いを込めて（2015年12月 富士見L文庫）《イラスト：ゆこ》
- 君に叶わぬ恋をしている（2017年1月 富士見L文庫）《イラスト：loundraw》
- 京都の心臓 鴨川から始まる恋と冒険（2018年12月 富士見L文庫）《イラスト:もりちか》
- 京都ぽんぽこ着物修繕帖 （2018年12月 双葉文庫）《イラスト:庭春樹》
- ひび割れから漏れる (2021年12月 ⅡⅤ) 《イラスト:げみ》
- 林檎ちゃん　体内工場奮闘記(2023年8月 文芸社)　《イラスト:のり恋》
- 動物万博(2024年2月 文芸社)　《イラスト:田中寛崇》
- 汽水域の人魚(2024年7月 KADOKAWA)　《イラスト:ajimita》